# Stephen Costello
Stephen John Costello (Filadèlfia (Pennsilvània), 29 de setembre, 1981), és un tenor d'òpera estatunidenc i guanyador del premi Richard Tucker del 2009. Costello ha actuat en teatres d'òpera de renom arreu del món, com ara el Covent Garden, la Metropolitan Opera i la Lyric Opera de Chicago. El 2010, Costello va originar el paper de novell (Ismael) a l'estrena mundial de Moby-Dick de Jake Heggie a l'Òpera de Dallas.

## Educació i formació vocal
Nascut a Filadèlfia, Costello es va graduar el 2007 a l'Acadèmia d'Arts Vocals d'aquesta ciutat, on va interpretar el Duc a Rigoletto, Rodolfo a La bohème, Nemorino a L'elisir d'amore, Ferrando a Così fan tutte, Fritz a L'amico Fritz, Roberto a La Wally i Des Grieux a Manon de Massenet. Va estudiar amb el professor de cant Bill Schuman.

## Carrera professional operística
Mentre encara estudiava, Costello va debutar professionalment com a Rodolfo a La bohème amb la Fort Worth Opera el març de 2006, i va debutar a Europa amb l'Opéra National de Bordeaux com a Nemorino a L'elisir d'amore el setembre de 2006. També el 2006, va debutar amb la Dallas Opera com a Leicester a Maria Stuarda i amb l'Orquestra de l'Òpera de Nova York com a ‘pescador ’a Guillaume Tell (el seu debut al Carnegie Hall).
Costello va debutar a la Metropolitan Opera la nit d'estrena de la temporada 2007-2008, com a Arturo a Lucia di Lammermoor. Va interpretar Cassio a Otello de Verdi al Festival de Salzburg el 2008. Va debutar al Covent Garden el 2009 com a Carlo a Linda di Chamounix. Aquella mateixa temporada, va debutar a la Lyric Opera de Chicago com a Camille a Die lustige Witwe i a la Sala de Concerts Tchaikovsky de Moscou com a Roméo a Roméo et Juliette, el paper del seu posterior debut a la San Diego Opera. Altres papers destacats inclouen Christian a Cyrano amb la Opera Company de Filadèlfia, el paper principal de Roberto Devereux a la Dallas Opera i Rinuccio a Gianni Schicchi al Festival de Spoleto dirigit per James Conlon.
El 30 d'abril de 2010 Costello va originar el paper de novell (Ismael) a l'estrena mundial de Moby-Dick de Jake Heggie a la Dallas Opera (amb Ben Heppner com a capità Ahab). El 2010, també va aparèixer com a Rodolfo a La bohème a la Deutsche Oper de Berlín i la Cincinnati Opera, i al Festival de Salzburg a Roméo et Juliette. El novembre de 2010, va interpretar Percy a Anna Bolena, i així va interpretar els 3 personatges de tenor principals a cadascuna de les òperes Tudor de Donizetti en un període de 4 temporades a la Dallas Opera. El seu debut a la Santa Fe Opera va ser com a Roméo a Roméo et Juliette el juliol de 2016.

## Honors
A més del Premi Richard Tucker del 2009, Costello va rebre una beca de carrera el 2007 de la "Richard Tucker Music Foundation", així com una beca d'estudi Sara Tucker el 2006. Va guanyar el Primer Premi al Concurs de la "George London Foundation For Singers" del 2006, el Primer Premi i el Premi del Públic al Concurs de "Bel Canto Giargiari de l'Acadèmia d'Arts Vocals" i el Primer Premi al Concurs de la Fundació Licia Albanese Puccini.